# Singapurische Rugby-Union-Nationalmannschaft
Die singapurische Rugby-Union-Nationalmannschaft vertritt Singapur in der Sportart Rugby Union. Sie gehört der dritten Stärkeklasse (third tier) an. 1972 trat erstmals eine singapurische Rugbynationalmannschaft zu einem internationalen Spiel an. Bislang konnten die Singapurer sich noch nicht für eine Weltmeisterschaft qualifizieren.

## Geschichte
Am 6. November 1972 spielte die singapurische Nationalmannschaft das erste offizielle Spiel seiner Geschichte gegen  Malaysia, das mit 26:13 gewonnen wurde.
Die Weltmeisterschaft in Frankreich verpasste die Mannschaft, da die Singapurer in der dritten Division nach einem Erfolg gegen Thailand mit 47:27, gegen Sri Lanka mit 17:34 verloren und somit als Zweiter ausgeschieden sind.
Das Team wurde Sieger der ersten Division des Asian Five Nations 2008, dazu reichten ein Unentschieden gegen Sri Lanka mit 20:20 und ein Sieg gegen Taiwan mit 23:22. Durch diesen Erfolg qualifizierte sich die Mannschaft für die Eliteklasse des Asian Five Nations 2009.
In der Eliteklasse wurden alle vier Spiele gegen Japan, Kasachstan, Südkorea und Hongkong verloren, infolgedessen musste das Team in die erste Division absteigen.

## Länderspiele
| Land                | Spiele | Gewonnen | Verloren | Unentschieden |
| ------------------- | ------ | -------- | -------- | ------------- |
| Arabien             | 2      | 1        | 1        | 0             |
| Brunei              | 1      | 1        | 0        | 0             |
| Volksrepublik China | 5      | 1        | 3        | 1             |
| Hongkong            | 9      | 2        | 7        | 0             |
| Indien              | 2      | 2        | 0        | 0             |
| Japan               | 1      | 0        | 1        | 0             |
| Kasachstan          | 2      | 0        | 2        | 0             |
| Laos                | 1      | 1        | 0        | 0             |
| Malaysia            | 8      | 6        | 2        | 0             |
| Sri Lanka           | 8      | 3        | 4        | 1             |
| Südkorea            | 3      | 0        | 3        | 0             |
| Taiwan              | 7      | 3        | 3        | 1             |
| Thailand            | 11     | 5        | 6        | 0             |
| Total               | 60     | 25       | 32       | 3             |

## Ergebnisse bei Weltmeisterschaften
- Weltmeisterschaft 1987: nicht teilgenommen
- Weltmeisterschaft 1991: nicht teilgenommen
- Weltmeisterschaft 1995: nicht qualifiziert
- Weltmeisterschaft 1999: nicht qualifiziert
- Weltmeisterschaft 2003: nicht qualifiziert
- Weltmeisterschaft 2007: 1. Qualifikationsrunde